# Matthias Mamedof
Matthias Mamedof (* 1979 in Feldkirch) ist ein österreichischer Schauspieler.

## Leben
Matthias Mamedof wuchs in Kärnten in Villach und St. Daniel auf. Sein Vater hatte eine Skischule im Bodental und war für den Österreichischen Skiverband tätig. Er besuchte drei Jahre lang das Skigymnasium Stams als Skispringer, danach wechselte er an das Gymnasium in Villach. Seine Schauspielausbildung erhielt er von 2000 bis 2004 am damaligen Konservatorium der Stadt Wien.
Anschließend war er unter anderem Scala-Theater engagiert. Für seine Darstellung des Bradley in Bradley – letzte Reihe, letzter Platz am Theater der Jugend wurde er im Rahmen der Verleihung des Nestroy-Theaterpreises 2007 in der Kategorie Bester Nachwuchs nominiert.
Von 2009 bis 2015 gehörte er zum Ensemble am Volkstheater, wo er unter anderem als die Zwillinge Kilian und Hermann Blau in der Nestroy-Posse Der Färber und sein Zwillingsbruder, als Sigmund Sülzheimer im Weißen Rößl, in Woyzeck, im Revisor, als Christopher Boone in Supergute Tage von Mark Haddon unter der Regie von Matthias Kaschig, als Camille Chandebise in Floh im Ohr, als Erich Collin in Die Comedian Harmonists sowie als Sosias in Amphitryon auf der Bühne stand. Außerdem spielte er den Florian in Der Diamant des Geisterkönigs, den Rappelkopf in Der Alpenkönig und der Menschenfeind und den Kasperl Siebentot in Das Kasperlspiel vom Meister Siebentot.
Weitere Engagements hatte er beispielsweise am dietheater Künstlerhaus und am Theater Nestroyhof Hamakom. Am Kabarett Simpl wurde er unter der Leitung von Michael Niavarani neben Joachim Brandl, Julian Loidl und Bernhard Murg Ensemblemitglied, in den Fernsehaufzeichnungen von Simpl-Programmen wie Paradies dringend gesucht, Luft nach unten, Des Bullis Kern und Arche Noah Luxusklasse war er im ORF zu sehen. Außerdem wirkte er in Theaterproduktionen im Theater im Park und am Globe Wien mit. Gemeinsam mit der Regisseurin Cornelia Rainer gründete er die Bühne der Macht.

## Hörspiele (Auswahl)
- 2014: Aller Seelen von Werner Fritsch, Regie: Götz Fritsch, ORF/HR[11]
- 2015: Später Ruhm von Arthur Schnitzler, Regie: Harald Krewer, NDR Kultur/Ö1
- 2015: Eine Wiener Romanze von David Vogel, Regie: Harald Krewer, ORF/DLR-Kultur
- 2019: Woyzeck nach Georg Büchner, Hörspielfassung und Regie von Stefan Weber, Ö1[12]
- 2024: Neunzig Minuten. Das Attentat in Sarajevo von Fritz Schindlecker, Regie: Götz Fritsch, ORF

## Auszeichnungen und Nominierungen
Nestroy-Theaterpreis
- 2007: Nominierung in der Kategorie Bester Nachwuchs für die Darstellung des Bradley in Bradley – letzte Reihe, letzter Platz am Theater der Jugend[4]
- 2015: Nominierung in der Kategorie Beste Nebenrolle für die Darstellung des Camille Chandebise in Floh im Ohr am Volkstheater[4][13]

Dorothea-Neff-Preis
- 2012: Auszeichnung in der Kategorie Beste schauspielerische Nachwuchsleistung[4][14]
- 2015: Auszeichnung in der Kategorie Publikumsliebling[4]